# Knaldgas
Knaldgas er en populær betegnelse for en blanding af ilt og brint.
Såvel ilt som brint er diatomiske gasser, og findes således kun som H2 og O2. Ved at blande ilt og brint i det støkiometriske forhold 1:2 skabes en uhyre eksplosiv gas, der ved antændelse meget hurtigt danner vand efter
2H2 + O2 → 2H2O
Knaldgas dannes ved elektrolyse af vand, og kan i visse tilfælde dannes ved genopladning af blyakkumulatorer, hvorfor det er vigtigt at sikre udluftning ved opladningen, så evt. knaldgas kan blæse væk. Især lystbåde er tidligere blevet fuldstændig ødelagt i knaldgaseksplosioner.